# マイルズ・ジュリー
マイルズ・ジュリー（Myles Jury、1988年10月31日 - ）は、アメリカ合衆国の男性総合格闘家。ミシガン州ヘイゼルパーク出身。パワーMMA所属。

## 来歴
13歳で総合格闘技に興味を持ち、テコンドー、ブラジリアン柔術、レスリングを経験。16歳からボクシングも始め、高校在学中にアマチュア総合格闘技デビュー。オークランド・コミュニティ・カレッジに進学するも格闘技に専念するため中退し、デトロイト動物園で働きながら2008年にプロ総合格闘技デビュー。

### TUF
2011年3月、リアリティ番組「The Ultimate Fighter」のシーズン13に参加。ブロック・レスナー率いるチーム・レスナーに所属。練習初日に前十字靭帯を負傷しシーズン脱落となるも、ダナ・ホワイトと完治後の再挑戦の約束を交わした。
2012年3月、リアリティ番組「The Ultimate Fighter」のシーズン15に参加。ドミニク・クルーズ率いるチーム・クルーズに所属。ライト級トーナメント1回戦でアル・アイアキンタと対戦し、1-2の判定負け。1回戦で敗退となるもシーズンベストバウトを受賞した。

### UFC
2012年6月1日、UFC初参戦となったThe Ultimate Fighter 15 Finaleでクリス・サーンダースと対戦し、ギロチンチョークで一本勝ち。
2013年12月9日、ドン・リチャードからブラジリアン柔術黒帯を授与された。
2014年3月15日、UFC 171でライト級ランキング15位のディエゴ・サンチェスと対戦し、3-0の判定勝ち。
2014年9月20日、UFC Fight Night: Hunt vs. Nelsonで五味隆典と対戦し、パウンドでTKO勝ち。
2015年1月3日、UFC 182でライト級ランキング4位のドナルド・セラーニと対戦し、0-3の判定負け。キャリア16戦目で初黒星を喫した。
2015年12月19日、フェザー級転向初戦となったUFC on FOX 17でフェザー級ランキング7位のチャールズ・オリベイラと対戦し、ギロチンチョークで一本負け。

### Bellator
2019年9月27日、Bellator初参戦となったBellator 227でベン・ヘンダーソンと対戦し、0-3の判定負け。
2020年8月7日、Bellator 243でジョージ・カラカニヤンと対戦し、2-1の判定勝ち。

## 戦績
| 総合格闘技 戦績 | 総合格闘技 戦績 | 総合格闘技 戦績 | 総合格闘技 戦績 | 総合格闘技 戦績 | 総合格闘技 戦績 | 総合格闘技 戦績 |
| --------------- | --------------- | --------------- | --------------- | --------------- | --------------- | --------------- |
| 25 試合         | (T)KO           | 一本            | 判定            | その他          | 引き分け        | 無効試合        |
| 19 勝           | 10              | 3               | 6               | 0               | 0               | 0               |
| 6 敗            | 1               | 2               | 3               | 0               | 0               | 0               |

| 勝敗 | 対戦相手               | 試合結果                             | 大会名                                 | 開催年月日     |
| ×    | シドニー・アウトロー   | 3R 4:44 リアネイキドチョーク         | Bellator 261                           | 2021年6月25日  |
| ○    | ジョージ・カラカニヤン | 5分3R終了 判定2-1                    | Bellator 243                           | 2020年8月7日   |
| ○    | ブランドン・ガーツ     | 5分3R終了 判定3-0                    | Bellator 239                           | 2020年2月21日  |
| ×    | ベン・ヘンダーソン     | 5分3R終了 判定0-3                    | Bellator 227                           | 2019年9月27日  |
| ×    | アンドレ・フィリ       | 5分3R終了 判定0-3                    | UFC on ESPN 1: Ngannou vs. Velasquez   | 2019年2月17日  |
| ×    | チャド・メンデス       | 1R 2:51 TKO（パウンド）              | UFC Fight Night: dos Santos vs. Ivanov | 2018年7月14日  |
| ○    | リック・グレン         | 5分3R終了 判定3-0                    | UFC 219: Cyborg vs. Holm               | 2017年12月30日 |
| ○    | マイク・デ・ラ・トーレ | 1R 3:30 TKO（マウントパンチ）        | UFC 210: Cormier vs. Johnson 2         | 2017年4月8日   |
| ×    | チャールズ・オリベイラ | 1R 3:05 ギロチンチョーク             | UFC on FOX 17: dos Anjos vs. Cowboy 2  | 2015年12月19日 |
| ×    | ドナルド・セラーニ     | 5分3R終了 判定0-3                    | UFC 182: Jones vs. Cormier             | 2015年1月3日   |
| ○    | 五味隆典               | 1R 1:32 TKO（右ストレート→パウンド） | UFC Fight Night: Hunt vs. Nelson       | 2014年9月20日  |
| ○    | ディエゴ・サンチェス   | 5分3R終了 判定3-0                    | UFC 171: Hendricks vs. Lawler          | 2014年3月15日  |
| ○    | マイク・リッチ         | 5分3R終了 判定2-1                    | UFC 165: Jones vs. Gustafsson          | 2013年9月21日  |
| ○    | ラムジー・ニジェム     | 2R 1:02 KO（右フック）               | UFC on FOX 7: Henderson vs. Melendez   | 2013年4月20日  |
| ○    | マイケル・ジョンソン   | 5分3R終了 判定3-0                    | UFC 155: dos Santos vs. Velasquez 2    | 2012年12月29日 |
| ○    | クリス・サーンダース   | 1R 4:03 ギロチンチョーク             | The Ultimate Fighter 15 Finale         | 2012年6月1日   |
| ○    | サム・オロペイザ       | 1R 2:55 ネッククランク               | KOTC: No Mercy                         | 2010年9月17日  |
| ○    | デビッド・ヘルレイン   | 1R 0:48 TKO（パンチ連打）            | XCC 38: Rumble in Royal Oak 5          | 2010年1月16日  |
| ○    | ギャレット・オルソン   | 1R 1:09 腕ひしぎ十字固め             | KOTC: Strike Point                     | 2009年10月10日 |
| ○    | タイロン・ホームズ     | 1R 2:20 TKO（パンチ連打）            | KOTC: Encore                           | 2009年6月19日  |
| ○    | カール・ケリー         | 1R 0:20 ギブアップ（パンチ連打）     | KOTC: Insanity                         | 2009年4月4日   |
| ○    | マーカス・アジアン     | 1R 0:49 ギブアップ（パンチ連打）     | KOTC: Anticipation                     | 2008年11月26日 |
| ○    | ダレル・ミッチェル     | 1R 0:57 TKO（パンチ連打）            | KOTC: Level One                        | 2008年10月18日 |
| ○    | ジョシュア・タイブル   | 1R 1:20 TKO（パンチ連打）            | KOTC: Settlement                       | 2008年6月13日  |
| ○    | ブラッド・ジョンソン   | 1R 0:12 KO（ハイキック）             | Michigan Fight League                  | 2008年2月15日  |

## 表彰
- ブラジリアン柔術 黒帯